# En Avant de Guingamp
O En Avant de Guingamp, conhecido também como EA Guingamp ou apenas Guingamp  é um clube de futebol francês. Sua sede fica na cidade de Guingamp. Atualmente joga a Ligue 2. Suas cores são vermelho e preto.

## História
Tendo sido um clube amador por um longo tempo, jogando as ligas regionais, o clube foi promovido três vezes sob a presença de Noël Le Graët, que assumiu em 1972. Em 1976, o Guingamp chegou a terceira divisão, e na próxima temporada foi promovido para a Segunda Divisão, onde permaneceram até 1993. O clube se tornou totalmente profissional em 1984, e em 1990 o Stade de Roudourou foi aberto, com o Guingamp recebendo o Paris Saint -Germain no jogo inaugural.
Em 1996 o clube ganhou Copa Intertoto da UEFA de 1996. Em 2009 o Guingamp conseguiu a façanha de ganhar a Copa da França. Vários grandes jogadores já defenderam o Guingamp, como: Didier Drogba, Florent Malouda, Fabrice Abriel e Vincent Candela. Na temporada 2009/10, O Guingamp disputou a Liga Europa na Ligue 2, caindo no play-off pro Hamburg. Na mesma temporada, caiu para o Championnat National. Em 3 de Maio de 2014 o Guingamp fatura mais uma Copa da França , ao vencer o Stade Rennais por 2-0 na final.
E em 19 de janeiro de 2019 o Guingamp leva a maior goleada da Ligue 1, ao perder de 9-0 para o atual campeão Paris Saint-Germain.

## Títulos
| Continentais | Continentais           | Continentais | Continentais      |
|              | Competição             | Títulos      | Temporadas        |
|              | Copa Intertoto da UEFA | 1            | 1996              |
| Nacionais    | Nacionais              | Nacionais    | Nacionais         |
|              | Competição             | Títulos      | Temporadas        |
|              | Copa da França         | 2            | 2008-09 e 2013-14 |
| ------------ | ---------------------- | ------------ | ----------------- |